# Roussette d’Ayze
Die Weißweinsorte Roussette d’Ayze ist eine autochthone Sorte der Weinbauregion Savoyen und wird in der Appellation d’Origine Contrôlée Vin de Savoie sowie im VDQS-Bereich Vin du Bugey angebaut. Dennoch ist ihre Verbreitung ausgesprochen gering. Im Jahr 1999 wurden nur 2 Hektar Rebfläche in Frankreich erhoben.
Die Sorte ergibt Qualitätsweine mit hohem Säuregehalt, die gerne als Grundwein zur Erzeugung von Schaumwein genutzt werden. Sie wird meist mit den Rebsorten Altesse, Gringet und Mondeuse Blanche verschnitten.
Die Sorte wurde erstmals vom Ampelographen Paul Truel beschrieben. Obwohl sie in den Anbaugebieten als eigenständige Sorte geführt wird, glaubt Pierre Galet, dass Roussette d’Ayze nur einen frühreifenden Klon der Mondeuse Blanche darstellt.
Siehe auch den Artikel Weinbau in Frankreich sowie die Liste von Rebsorten.

## Ampelographische Sortenmerkmale
In der Ampelographie wird der Habitus folgendermaßen beschrieben:
- Die Triebspitze ist offen. Sie ist wollig behaart, die Spitzen sind grünlich mit leicht karminrotem Anflug. Die hellgrünen Jungblätter sind schwach behaart und stark bronzefarben gefleckt.
- Die kleinen bis mittelgroßen Blätter (siehe auch den Artikel Blattform) sind fünflappig und deutlich gebuchtet. Die Stielbucht ist ellipsenförmig offen, wobei sich die Enden überlappen. Das Blatt ist spitz gezahnt. Die Zähne sind im Vergleich der Rebsorten mittelgroß.
- Die kegelförmige Traube ist geschultert, klein bis mittelgroß (sie wiegt durchschnittlich 175 g) und dichtbeerig. Die rundlichen oder leicht länglichen Beeren sind mittelgroß (eine Beere wiegt ungefähr 2 g) und von grünlich-weißer Farbe. Das Aroma der Beere ist recht neutral, aber säuerlich.

Die Rebsorte reift ca. 6 Tage nach dem Gutedel und ist somit für südfranzösische Verhältnisse sehr früh reifend, so dass sie in den Berglagen Savoyens ausreifen kann. Da sie nicht zu früh austreibt, entgeht sie späten Frühjahrsfrösten. Die Sorte ist empfindlich gegen den Falschen Mehltau sowie die Grauschimmelfäule. Sie ist eine Varietät der Edlen Weinrebe (Vitis vinifera). Sie besitzt zwittrige Blüten und ist somit selbstfruchtend. Beim Weinbau wird der ökonomische Nachteil vermieden, keinen Ertrag liefernde, männliche Pflanzen anbauen zu müssen.

## Synonyme
Die Rebsorte Roussette d’Ayze ist auch unter den Namen Bonne Roussette d’Ayze, Chasselas d’Ayze, Clairette du Midi, Grosse Roussette d’Ayze, Maclon, Malvoisie de Sion, Portrairie, Rèze jaune (Resi), Riusse, Riussette, Rousse und Roussette bekannt.